# The Astral Sleep
The Astral Sleep – album szwedzkiej grupy muzycznej Tiamat, wydany został 1 kwietnia 1991 roku nakładem Century Media Records. Nagrania zostały zarejestrowane w Woodhouse Studio w Dortmundzie we współpracy z producentem muzycznym Waldemarem Sorychtą. Płyta został zadedykowana pamięci Signe Thullberga i Björna Sönnera.

## Lista utworów
Opracowano na podstawie materiału źródłowego.
1. "Neo Aeon (Intro)" (muz. Edlund) – 2:09
2. "Lady Temptress" (sł. Edlund, muz. Edlund, Petersson) – 3:44
3. "Mountain of Doom" (sł. Petersson, muz. Edlund, Petersson) – 4:36
4. "Dead Boys' Choir" (sł. Edlund, muz. Edlund, Petersson) – 1:53
5. "Sumerian Cry (Part III)" (sł. Edlund, muz. Edlund) – 5:15
6. "On Golden Wings" (sł. Edlund, muz. Edlund, Ekstrand) – 4:59
7. "Ancient Entity" (sł. Edlund, muz. Edlund) – 6:15
8. "The Southernmost Voyage" (sł. Edlund, muz. Petersson) – 3:12
9. "Angels Far Beyond" (sł. Edlund, muz. Edlund) – 4:41
10. "I Am the King (Of Dreams)" (sł. Edlund, muz. Edlund, Ekstrand) – 4:33
11. "A Winter Shadows" (sł. Edlund, muz. Edlund, Petersson) – 5:24
12. "The Seal (Outro)" (muz. Edlund) – 1:52
13. "A Winter Shadow" (bonus track - 2006 - reedycja) (sł. A.D. Lord, muz. Edlund) – 5:25
14. "Ancient Entity" (bonus track - 2006 - reedycja) (sł. Edlund, muz. Edlund) – 5:54

## Twórcy
Opracowano na podstawie materiału źródłowego.
| - Johan Edlund - gitara rytmiczna, wokal prowadzący - Thomas Petersson - gitara akustyczna, gitara prowadząca - Jörgen Thullberg - gitara basowa - Jonas Malmsten - instrumenty klawiszowe - Niklas Ekstrand - perkusja - Waldemar Sorychta - produkcja muzyczna, gitara prowadząca (utwór 7) | - Ralf Figura - inżynieria dźwięku - Siggi Bemm - inżynieria dźwięku - Tomas Skogsberg - inżynieria dźwięku - Kristian Whalin - oprawa graficzna - Dirk Rudolph - oprawa graficzna - Lutz Kampert - zdjęcia |

## Wydania
| Rok  | Nr katalogowy | Format           | Wytwórnia płytowa     | Region            | Źródło |
| ---- | ------------- | ---------------- | --------------------- | ----------------- | ------ |
| 1991 | 84 9722-2     | CD, Album        | Century Media Records | Niemcy            | [ 5 ]  |
| 1991 | CM 7722-2     | CD, Album        | Century Media Records | Stany Zjednoczone | [ 5 ]  |
| 1991 | 08 9722-1     | LP, Album        | Century Media Records | Niemcy            | [ 5 ]  |
| 1995 | MASS 0154     | Cass, Album      | Metal Mind Records    | Polska            | [ 5 ]  |
| 2004 | FO429CD       | CD, Album, RE    | Фоно                  | Rosja             | [ 5 ]  |
| 2006 | CM 77681-2    | CD, Album, RE    | Century Media Records | Europa            | [ 5 ]  |
| 2008 | PKR-076       | LP, RE, Ltd, Sil | Painkiller Records    | Belgia            | [ 5 ]  |